# Foxdale
Foxdale je rijeka na otoku Man koja izvire istočno od South Barrulea i teče 5 km sjeverno kroz Foxdale da bi se spojio s rijekom Neb kod St John'sa.